# Moskauer Straße (Weimar)

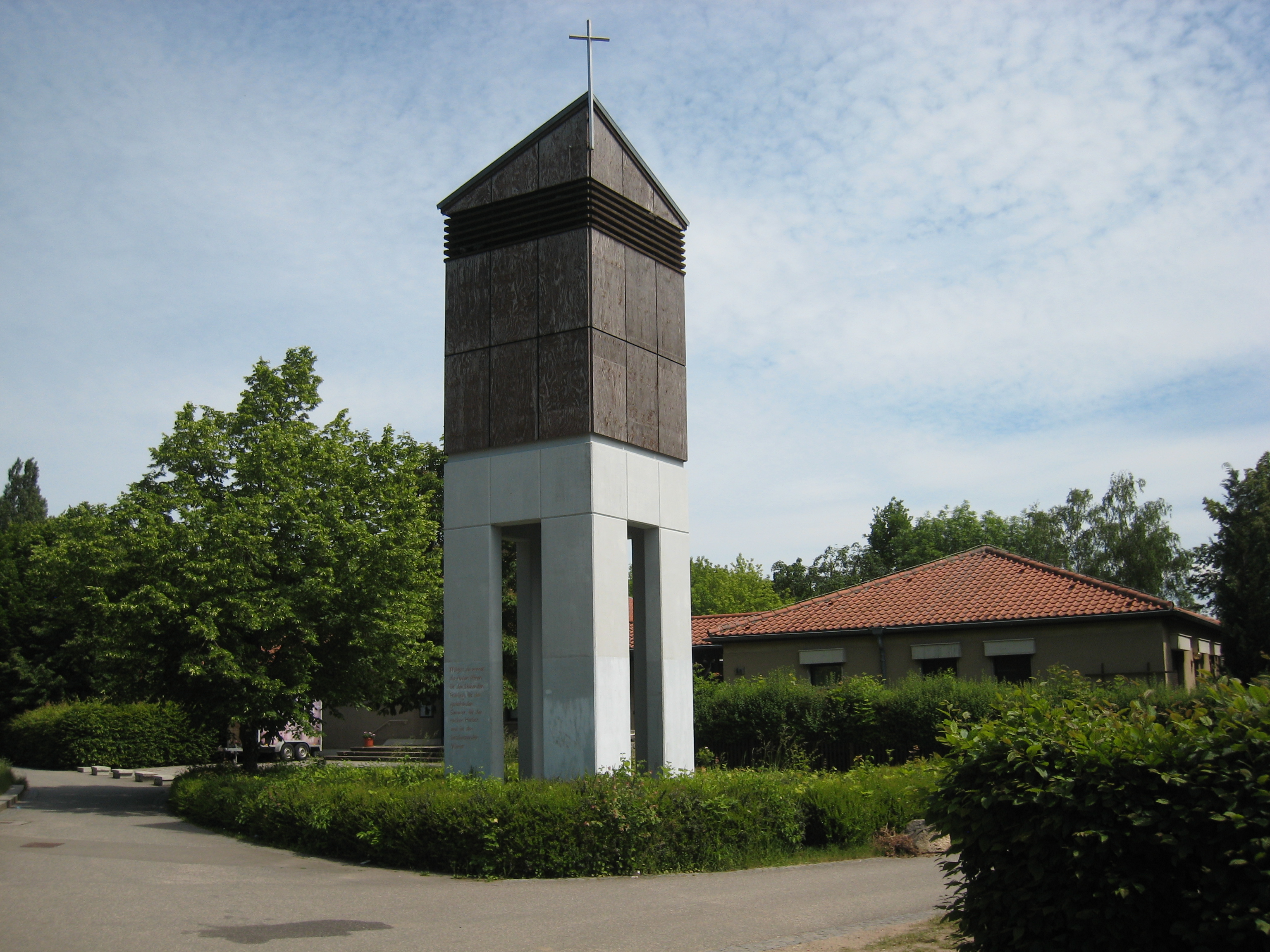
Gemeindezentrum Paul Schneider

Die Moskauer Straße in Weimar ist ein Straßenzug in der Weststadt oder Weimar-West. Die Weimarer nannten die Anliegerstraße einst Paradies. Sie ist zugleich aber auch Verbindungsstraße. Die typischen in der DDR-Zeit gebauten sechsgeschossigen Wohnblocks (WBS 70) prägen das Stadtbild des Viertels. Sie beginnt an der Schwanseestraße (Weimar), führt nach Norden und dann nach West. Sie liegt im Postleitzahlenbereich 99427. An ihren nördlichen Verlauf führen ebenfalls Bahnschienen vorbei. Vom Stadtzentrum ist die Straße ca. 900 m Luftlinie entfernt.
Im Kreuzungsbereich Moskauer-Straße/Prager Straße befindet sich das Rabenwäldchen mit seinen 1849 errichteten Brunnenstuben, die wiederum die Brunnen in Weimar mit Wasser speisen. In der Moskauer Straße 1 a befindet sich das Evangelische Gemeindezentrum Paul Schneider. In der Moskauer Straße 63 gibt es die Grundschule "Albert Schweitzer".